# ¡Cuál la descañonan!
|  |

El aguafuerte ¡Cuál la descañonan! es un grabado de la serie Los Caprichos del pintor español Francisco de Goya. Está numerado con el número 21 en la serie de 80 estampas. Se publicó en 1799.

## Interpretaciones de la estampa
Existen varios manuscritos contemporáneos que explican las láminas de los Caprichos. El que se encuentra en el Museo del Prado se tiene como autógrafo de Goya, pero parece más bien despistar y buscar un significado moralizante que encubra significados más arriesgados para el autor. Otros dos, el que perteneció a Ayala y el que se encuentra en la Biblioteca Nacional, realzan la parte más escabrosa de las láminas.
- Explicación de esta estampa del manuscrito del Museo del Prado: También las pollas encuentran milanos que las despluman y aun por eso se dijo aquello de: Donde las dan las toman.[2]

- Manuscrito de Ayala: Los Jueces hacen capa a los escribanos y alguaciles para que roben a las mujeres públicas impunemente.[2]

- Manuscrito de la Biblioteca Nacional: Los Jueces superiores hacen capa regularmente a los escribanos y alguaciles para que roben y desplumen a las pobres putas.[2]

Esta estampa es continuación de las dos anteriores donde los hombres eran desplumados por las mujeres, en este caso, son las prostitutas quienes son desplumadas por la justicia, alcaldes y alguaciles.
Los alguaciles y letrados son representados con cara de perro.
En la obra de Nicolás Fernández de Moratín, El arte de las putas, se señala que si se quiere encontrar a las campesinas recién llegadas a Madrid solo hay que preguntar a los alguaciles que presiguen a las jóvenes rameras: no con deseos de extinguir lo malo, pues comen con sus delitos...

## Técnica del grabado
El dibujo preparatorio tiene varias diferencias con respecto a la estampa definitiva: el sombrero de uno de los que despluman, la vara y sombrero del que presencia la escena, la ventana con reja y el farol en el suelo que provoca en la composición un efecto de luz nocturna. A todo ello ha renunciado Goya en la estampa definitiva, eliminando estos detalles secundarios y centrándose únicamente en la acción principal.